# Pennasensaari
Pennasensaari är en ö i Finland. Den ligger i sjön Pitkäjärvi och i kommunen Alavo i den ekonomiska regionen  Kuusiokunnat  och landskapet Södra Österbotten, i den centrala delen av landet, 290 km norr om huvudstaden Helsingfors. Öns area är 1,5 hektar och dess största längd är 220 meter i sydöst-nordvästlig riktning.